# اچ‌ام‌اس ریسرچ (۱۸۶۳)
اچ‌ام‌اس ریسرچ (۱۸۶۳) (به انگلیسی: HMS Research (1863)) یک کشتی بود که طول آن ۱۸۵ فوت (۵۶ متر) بود. این کشتی در سال ۱۸۶۳ ساخته شد.